# استرونگسویل (اوهایو)
استرونگسویل(به انگلیسی: Strongsville) شهری در ایالت اوهایو کشور ایالات متحده آمریکا است که جمعیت آن در سرشماری سال ۲۰۱۰ میلادی، ۴۴٬۷۵۰ نفر بوده‌است.